# San Marco (Montenegro)
San Marco, Stradiotti, Stradioti o isolotto degli Stradioti (in montenegrino Sveti Marko/Свети Марко) è un'isola dell'arcipelago di Cartolle situata in un'ansa delle Bocche di Cattaro, in Montenegro.
Il nome Stradioti risale al periodo della repubblica di Venezia, quando vi era sull'isola uno stanziamento di soldati mercenari di origine greca detti appunto stradioti.
L'isola, sede di un resort del Club Med popolare fino a prima delle guerre jugoslave, vede ora la costruzione di un nuovo complesso turistico del Metropol Group russo.

## Geografia
L'isola si trova nella baia di Teodo, a sud dell'omonimo porto ed è la maggiore del gruppo di tre isole allineate che fanno parte dell'arcipelago di Cartolle: il piccolo scoglio del Convento a ovest, San Marco al centro e l'isola di San Michele a est, la quale è collegata da una strada alla terraferma. San Marco ha una lunghezza di circa 1,6 km; dista circa 110 m da San Michele e 290 m dallo scoglio del Convento.
I tre isolotti dividono la parte sud-orientale della baia di Teodo in due insenature: la valle Cartolle o baia di Kartoli (uvala Krtole) e la valle Cucculina (uvala Polje). Una lingua di terra semisommersa che parte dalla costa settentrionale di San Marco e si diparte verso nord-ovest è denominata secca Tognola (pličina Tunja) ed è segnalata da un faro.